# Catherine Oxenberg
Catherine Oxenberg (New York City, 22 settembre 1961) è un'attrice statunitense di origine serba (da parte di madre), con ruoli prevalentemente televisivi.
Di discendenza nobile (è figlia di Jelisaveta Karađorđević, principessa di Jugoslavia e nipote del principe e regente Paolo di Jugoslavia, nonché cugina di terzo grado del re Filippo VI di Spagna), ha raggiunto la notorietà internazionale negli anni ottanta partecipando al popolare serial televisivo Dynasty.

## Biografia
Nata a New York il 22 settembre 1961, figlia maggiore di Elisabetta di Jugoslavia e del suo primo marito Howard Oxenberg (1919-2010), amico intimo della famiglia Kennedy, Catherine Oxenberg è cresciuta a Londra e ha frequentato prima la St. Paul's School nel New Hampshire e poi le università di Harvard e della Columbia.
Ha fatto il suo debutto come attrice nel 1982 al fianco di Olivia de Havilland e Stewart Granger nel film per la televisione Il romanzo di Carlo e Diana, nel quale interpretava la Principessa di Galles. Nel 1984 entra a far parte del cast del serial Dynasty nel ruolo di Amanda Carrington, secondogenita di Blake Carrington e Alexis Colby (interpretati da John Forsythe e Joan Collins). Abbandonerà Dynasty nel 1986, e il suo ruolo sarà affidato a Karen Cellini.
Ha interpretato il ruolo della Principessa Elysa nel film televisivo del 1987 Vacanze romane 2, remake dell'originale Vacanze romane con Audrey Hepburn. Nel 1988 è apparsa nel film La tana del serpente bianco e nel 1992 ha ripreso il suo ruolo di Lady Diana in Carlo e Diana - Scandalo a corte. Tra il 1993 e il 1994 è tra i protagonisti della serie televisiva Acapulco H.E.A.T..
Nel 2006, l'attrice è tornata a interpretare il ruolo di Amanda Carrington nello speciale televisivo Dynasty Reunion: Catfights & Caviar, nel quale insieme al resto del cast originale ha ricordato gli anni trascorsi sul set del serial.

## Vita privata
Il primo matrimonio di Catherine Oxenberg è stato con il produttore Robert Evans, sposato a Beverly Hills, in California, il 12 luglio 1998. Il matrimonio è stato tuttavia annullato 9 giorni dopo.
L'attrice ha incontrato il collega Casper Van Dien nel 1999 sul set del film televisivo Fuga senza fine; nello stesso anno i due hanno lavorato insieme anche nel thriller Codice Omega. Si sono sposati a Las Vegas, Nevada, l'8 maggio 1999 e hanno divorziato nel 2015. La coppia ha lavorato insieme anche nel film Codice nascosto, all'interno del quale appare anche la figlia India Oxenberg (di William Weitz Shaffer), adottata da Van Dien, e nella serie Watch Over Me. Dal 2009 al 2018 ha fatto parte anche della setta NXIVM insieme alla figlia India.
Catherine e l'ex marito sono ambasciatori dell'associazione benefica no-profit ChildHelp.

## Filmografia

### Cinema
- La tana del serpente bianco (The Lair of the White Worm), regia di Ken Russell (1988)
- Overexposed, regia di Larry Brand (1990)
- Codice Omega (The Omega Code), regia di Robert Marcarelli (1999)
- Sanctimony, regia di Uwe Boll (2000)
- Starship Troopers 3 - L'arma segreta (Starship Troopers 3: Marauder), regia di Edward Neumeier (2008)
- Sleeping Beauty, regia di Casper Van Dien (2014)

### Televisione
- Il romanzo di Carlo e Diana (The Royal Romance of Charles and Diana), regia di Peter Levin - film TV (1982)
- Cover Up - serie TV, 1 episodio (1984)
- Dynasty - serie TV, 54 episodi (1984–1986)
- Love Boat - serie TV, 4 episodi (1984–1986)
- Still Crazy Like a Fox, regia di Paul Krasny - film TV (1987)
- Vacanze romane 2 (Roman Holiday), regia di Noel Nosseck - film TV (1987)
- Scuola di modelle (Swimsuit), regia di Chris Thomson - film TV (1989)
- Trenchcoat in Paradise, regia di Martha Coolidge - film TV (1989)
- Bony, regia di Henri Safran - film TV (1990)
- Tre donne per una vendetta (Ring of Scorpio), regia di Ian Barry - film TV (1991)
- K-9000, regia di Kim Manners - film TV (1991)
- Telefono caldo (Sexual Response), regia di Yaky Yosha - film TV (1992)
- Carlo e Diana - Scandalo a corte (Charles and Diana - Unhappily Ever After), regia di John Power - film TV (1992)
- This Island Earth, regia di Sandra Hay - film TV (1992)
- Acapulco H.E.A.T. - serie TV, 22 episodi (1993-1994)
- Intesa fatale (Rubdown), regia di Stuart Cooper - film TV (1993)
- L'eredità degli Hollister (Treacherous Beauties), regia di Charles Jarrott - film TV (1994)
- La Tata (The Nanny) - serie TV, 1 episodio (1995)
- Prendimi... se ci riesci! (Catch Me If You Can), regia di Jeffrey Reiner - film TV (1998)
- In un mare di guai (Boys Will Be Boys), regia di Dom DeLuise - film TV (1999)
- La sfida di Artù (Arthur's Quest), regia di Neil Mandt - film TV (1999)
- Dietro le sbarre (Time Served), regia di Glen Pitre - film TV (1999)
- Fuga senza fine (The Collectors), regia di Sidney J. Furie - film TV (1999)
- Sfida nel tempo (The Time Shifters), regia di Mario Azzopardi - film TV (1999)
- Furia sulla strada (A Friday Night Date), regia di Sidney J. Furie - film TV (2000)
- Baywatch - serie TV, 1 episodio (2000)
- The Flying Dutchman - Omicidi a Dark Hollow (The Flying Dutchman), regia di Robin P. Murray - film TV (2001)
- Il miracolo delle cartoline (The Miracle of the Cards), regia di Mark Griffiths - film TV (2001)
- Perilous, regia di James Bruce - film TV (2002)
- Codice nascosto (The Vector File), regia di Eliot Christopher - film TV (2002)
- Dynasty Reunion: Catfights & Caviar, regia di Michael Dempsey - film TV (2005)
- Premonition - Minuti contati (Premonition), regia di Jonas Quastel - film TV (2005)
- Out of Practice - Medici senza speranza (Out of Practice) - serie TV, 1 episodio (2005)
- I Married a Princess - serie TV, 13 episodi (2005)
- Watch Over Me - serie TV, 64 episodi (2006-2007)
- American Princess - serie TV, 8 episodi (2007)
- Un bianco Natale per Zeus (The Dog Who Saved Christmas Vacation), regia di Michael Feifer - film TV (2010)

## Doppiatrici italiane
Nelle versioni in italiano delle opere in cui ha recitato, Catherine Oxenberg è stata doppiata da:
- Roberta Greganti in Sanctimony, Acapulco H.E.A.T.
- Isabella Pasanisi in Dynasty, Vacanze romane 2
- Antonella Rinaldi in Scuola di modelle, Fuga senza fine
- Gabriella Borri in The Flying Dutchman - Omicidi a Dark Hollow, Codice nascosto
- Francesca Guadagno in La tana del serpente bianco
- Laura Boccanera in Codice Omega
- Silvia Pepitoni in K-9000
- Giuppy Izzo in Carlo e Diana - Scandalo a corte
- Monica Gravina in Intesa fatale
- Claudia Catani in L'eredità degli Hollister
- Pinella Dragani in La Tata
- Ludovica Modugno in La sfida di Artù
- Franca D'Amato in Dietro le sbarre
- Selvaggia Quattrini in Out of Practice - Medici senza speranza
- Roberta Pellini in Premonition - Minuti contati
- Valeria Falcinelli in Watch Over Me

## Ascendenza
|                            |                        |                                 | Genitori                           |  |  | Nonni |  |  | Bisnonni           |  |  | Trisnonni |  |
|                            |                        |                                 |                                    |  |  |       |  |  | 8. Israel Oxenberg |  |  | …         |  |
|                            |                        |                                 |                                    |  |  |       |  |  | 8. Israel Oxenberg |  |  | …         |  |
|                            |                        | …                               |                                    |  |  |       |  |  | 8. Israel Oxenberg |  |  |           |  |
| 4. Jakob Oxenberg          |                        |                                 |                                    |  |  |       |  |  | 8. Israel Oxenberg |  |  |           |  |
|                            |                        | 9. Pearl Borveck                | …                                  |  |  |       |  |  |                    |  |  |           |  |
|                            |                        | 9. Pearl Borveck                | …                                  |  |  |       |  |  |                    |  |  |           |  |
|                            |                        | 9. Pearl Borveck                | …                                  |  |  |       |  |  |                    |  |  |           |  |
| 2. Howard Oxenberg         |                        | 9. Pearl Borveck                |                                    |  |  |       |  |  |                    |  |  |           |  |
|                            |                        | 10. Bernard Friedman            | …                                  |  |  |       |  |  |                    |  |  |           |  |
|                            |                        | 10. Bernard Friedman            | …                                  |  |  |       |  |  |                    |  |  |           |  |
|                            |                        | 10. Bernard Friedman            | …                                  |  |  |       |  |  |                    |  |  |           |  |
| 5. Daisy Friedman          |                        | 10. Bernard Friedman            |                                    |  |  |       |  |  |                    |  |  |           |  |
|                            |                        | 11. Hannah Monthem              | …                                  |  |  |       |  |  |                    |  |  |           |  |
|                            |                        | 11. Hannah Monthem              | …                                  |  |  |       |  |  |                    |  |  |           |  |
|                            |                        | 11. Hannah Monthem              | …                                  |  |  |       |  |  |                    |  |  |           |  |
| 1. Catherine Oxenberg      |                        | 11. Hannah Monthem              |                                    |  |  |       |  |  |                    |  |  |           |  |
|                            | 12. Arsen Karađorđević | 24. Aleksandar Karađorđević     |                                    |  |  |       |  |  |                    |  |  |           |  |
|                            | 12. Arsen Karađorđević | 24. Aleksandar Karađorđević     |                                    |  |  |       |  |  |                    |  |  |           |  |
|                            | 12. Arsen Karađorđević | 25. Persida Nenadović           |                                    |  |  |       |  |  |                    |  |  |           |  |
| 6. Paolo Karađorđević      | 12. Arsen Karađorđević |                                 |                                    |  |  |       |  |  |                    |  |  |           |  |
|                            |                        | 13. Aurora Pavlovna Demidova    | 26. Pavel Pavlovič Demidov         |  |  |       |  |  |                    |  |  |           |  |
|                            |                        | 13. Aurora Pavlovna Demidova    | 26. Pavel Pavlovič Demidov         |  |  |       |  |  |                    |  |  |           |  |
|                            |                        | 13. Aurora Pavlovna Demidova    | 27. Elena Petrovna Trubeckaja      |  |  |       |  |  |                    |  |  |           |  |
| 3. Elisabetta Karađorđević |                        | 13. Aurora Pavlovna Demidova    |                                    |  |  |       |  |  |                    |  |  |           |  |
|                            |                        | 14. Nicola di Grecia            | 28. Giorgio I di Grecia            |  |  |       |  |  |                    |  |  |           |  |
|                            |                        | 14. Nicola di Grecia            | 28. Giorgio I di Grecia            |  |  |       |  |  |                    |  |  |           |  |
|                            |                        | 14. Nicola di Grecia            | 29. Ol'ga Konstantinovna Romanova  |  |  |       |  |  |                    |  |  |           |  |
| 7. Olga di Grecia          |                        | 14. Nicola di Grecia            |                                    |  |  |       |  |  |                    |  |  |           |  |
|                            |                        | 15. Elena Vladimirovna Romanova | 30. Vladimir Aleksandrovič Romanov |  |  |       |  |  |                    |  |  |           |  |
|                            |                        | 15. Elena Vladimirovna Romanova | 30. Vladimir Aleksandrovič Romanov |  |  |       |  |  |                    |  |  |           |  |
|                            |                        | 15. Elena Vladimirovna Romanova | 31. Maria di Meclemburgo-Schwerin  |  |  |       |  |  |                    |  |  |           |  |
|                            |                        | 15. Elena Vladimirovna Romanova |                                    |  |  |       |  |  |                    |  |  |           |  |